# Alloscirtetica chilena
Alloscirtetica chilena là một loài Hymenoptera trong họ Apidae. Loài này được Urban mô tả khoa học năm 1971.